# Перекрёстные данные
Перекрёстные данные — данные в статистике и эконометрике, собранные путём наблюдения за объектами (физическими лицами, фирмами, странами или регионами) в один и тот же период времени.
Перекрёстные данные отличаются от данных временных рядов, в которых один и тот же объект наблюдается в разные моменты времени. Другой тип данных, панельные данные, объединяет в себе как перекрёстные данные, так и временные ряды, и рассматривает процесс изменения объектов или субъектов (фирмы, физически лица и пр.) со временем. Панельные данные отличаются от объединённых во времени перекрёстных данных тем, что в них рассматриваются наблюдения за одними и теми же объектами в разное время, тогда как последние представляют разные объекты в разные периоды времени.
Рассчитать соотношение между доходом и сбережениями помогают перекрёстные данные о личных сбережениях. Предрасположенность к сбережениям, полученная на основе изучения перекрёстных данных, может быть, в свою очередь, сопоставлена со склонностью к сбережениям, рассчитанной на базе данных временных рядов.
Желая измерить текущие уровни ожирения населения, случайным образом отбираются 1000 человек из конкретного региона, измеряется их вес и рост, и затем рассчитывается, имеется ли ожирение у людей в конкретном участке. Такой поиск перекрёстных данных даёт ясную картину в данный момент времени. Однако, основываясь на одном образце перекрёстных данных, увеличение или уменьшение уровня ожирения остаётся неизвестным; возможно описать только текущую пропорцию.
В примере перекрёстных данных присутствие объекта и времени, в которое объект принимает участие, определяются случайным образом. Например, политический опрос подразумевает анкетирование 1000 человек. Предварительно из всего населения выбираются случайным образом 1000 человек. Затем для включения в исследование каждому человеку назначается случайная дата, в которую субъект даст интервью.
Перекрёстные данные могут использоваться в регрессионном анализе. Например, расходы на потребление различных лиц в течение месяца могут быть проанализированы по доходам, накопленным сбережениям и различным демографическим характеристикам с целью выяснить, как различия в этих показателях влияют на поведение потребителей.